# Harri Rovanperä
Harri Rovanperä (Jyväskylä, 8 aprile 1966) è un pilota di rally finlandese.
È il padre di Kalle Rovanperä, il più giovane campione del mondo WRC della storia.

## Carriera
Esordisce nel 1993 con la Opel a bordo della Manta al rally di Finlandia, navigato dal connazionale Risto Pietiläinen, col quale dividerà gran parte della sua carriera nel mondiale WRC. Nel 1994 guida una Mitsubishi Galant privata e il 1996 guida la Ford Escort RS Cosworth insieme al due volte iridato Carlos Sainz. La stagione 1997 guida la SEAT Ibiza, miglior risultato settimo al Rally d'Indonesia; nel 1998 debutta la SEAT Córdoba in versione World Rally Car.
Il 1999 rappresenta l'anno della consacrazione arrivando terzo in Gran Bretagna; ottiene lo stesso risultato in Portogallo con la Toyota Corolla Wrc privata nel 2000. Nel 2001 ottiene un contratto con la Peugeot a bordo della Peugeot 206; i suoi compagni di squadra sono Marcus Grönholm, Didier Auriol e Gilles Panizzi. Ottiene la vittoria al Rally di Svezia e giunge quinto nel campionato del mondo rally con 36 punti.
Nel 2002 viene affiancato dal campione del mondo in carica Richard Burns e conquista 4 podi finendo settimo nella classifica piloti. Nel 2003 arriva secondo a Cipro dopo una battaglia sofferta contro Petter Solberg e Sébastien Loeb. Nella stagione 2004 la nuova Peugeot 307 prende il posto della 206 e con la nuova vettura ottiene due podi.
Nel 2005 passa alla Mitsubishi guidando la Lancer Wrc con i compagni Gilles Panizzi e Gianluigi Galli; nell'ultima sua stagione di gare, nel 2006, passa alla Škoda.

## Vittorie nel WRC
| Nr | Stagione | Evento          | Co-pilota         | Auto            | Squadra       |
| -- | -------- | --------------- | ----------------- | --------------- | ------------- |
| 1  | 2001     | Rally di Svezia | Risto Pietiläinen | Peugeot 206 WRC | Peugeot Total |

## Risultati nel mondiale rally

### WRC
| 1993 | Scuderia | Vettura    |  |  |  |  |  |  |  |  |     |  |  |  |  |  |  |  | Punti | Pos. |
| ---- | -------- | ---------- |  |  |  |  |  |  |  |  | --- |  |  |  |  |  |  |  | ----- | ---- |
| 1993 |          | Opel Manta |  |  |  |  |  |  |  |  | Rit |  |  |  |  |  |  |  | 0     |      |

| 1994 | Scuderia | Vettura                |  |  |  |  |  |  |  |    |  |  |  |  |  |  |  |  | Punti | Pos. |
| ---- | -------- | ---------------------- |  |  |  |  |  |  |  | -- |  |  |  |  |  |  |  |  | ----- | ---- |
| 1994 |          | Mitsubishi Galant VR-4 |  |  |  |  |  |  |  | 12 |  |  |  |  |  |  |  |  | 0     |      |

| 1996 | Scuderia            | Vettura                 |  |  |  |  |  |     |  |  |  |  |  |  |  |  |  |  | Punti | Pos. |
| ---- | ------------------- | ----------------------- |  |  |  |  |  | --- |  |  |  |  |  |  |  |  |  |  | ----- | ---- |
| 1996 | Promoracing Finland | Ford Escort RS Cosworth |  |  |  |  |  | Rit |  |  |  |  |  |  |  |  |  |  | 0     |      |

| 1997 | Scuderia   | Vettura                                      |    |  |  |     |     |  |   |  |     |    |   |    |    |   |  |  | Punti | Pos. |
| ---- | ---------- | -------------------------------------------- | -- |  |  | --- | --- |  | - |  | --- | -- | - | -- | -- | - |  |  | ----- | ---- |
| 1997 | SEAT Sport | Seat Ibiza Kit Car e Seat Ibiza Kit Car Evo2 | 14 |  |  | Rit | Rit |  | 8 |  | Rit | 10 | 7 | 10 | 10 | 9 |  |  | 0     |      |

| 1998 | Scuderia   | Vettura                                    |    |     |   |     |     |  |     |  |    |    |     |    |   |  |  |  | Punti | Pos. |
| ---- | ---------- | ------------------------------------------ | -- | --- | - | --- | --- |  | --- |  | -- | -- | --- | -- | - |  |  |  | ----- | ---- |
| 1998 | SEAT Sport | Seat Ibiza Kit Car Evo2 e SEAT Cordoba WRC | 11 | Rit | 5 | Rit | Rit |  | Rit |  | 13 | 11 | Rit | 11 | 6 |  |  |  | 3     | 15º  |

| 1999 | Scuderia   | Vettura                                    |   |    |   |     |    |    |     |     |     |   |   |    |   |   |  |  | Punti | Pos. |
| ---- | ---------- | ------------------------------------------ | - | -- | - | --- | -- | -- | --- | --- | --- | - | - | -- | - | - |  |  | ----- | ---- |
| 1999 | SEAT Sport | SEAT Cordoba WRC e Seat Ibiza Kit Car Evo2 | 7 | 16 | 6 | Rit | 14 | 13 | Rit | Rit | Rit | 5 | 5 | 16 | 6 | 3 |  |  | 10    | 9º   |

| 2000 | Scuderia                      | Vettura                                                           |  |    |  |   |  |  |  |  |   |  |  |  |  |    |  |  | Punti | Pos. |
| ---- | ----------------------------- | ----------------------------------------------------------------- |  | -- |  | - |  |  |  |  | - |  |  |  |  | -- |  |  | ----- | ---- |
| 2000 | SEAT Sport e H.F. Grifone SRL | Seat Cordoba WRC Evo2, Toyota Corolla WRC e SEAT Córdoba WRC Evo3 |  | 12 |  | 4 |  |  |  |  | 3 |  |  |  |  | 10 |  |  | 7     | 9º   |

| 2001 | Scuderia                         | Vettura         |  |   |     |  |     |     |   |   |   |   |    |   |   |   |  |  | Punti | Pos. |
| ---- | -------------------------------- | --------------- |  | - | --- |  | --- | --- | - | - | - | - | -- | - | - | - |  |  | ----- | ---- |
| 2001 | Peugeot Total e H.F. Grifone SRL | Peugeot 206 WRC |  | 1 | Rit |  | Rit | Rit | 3 | 2 | 4 | 3 | 11 | 7 | 4 | 2 |  |  | 36    | 5º   |

| 2002 | Scuderia                      | Vettura         |     |   |    |   |   |     |   |   |     |     |   |   |   |   |  |  | Punti | Pos. |
| ---- | ----------------------------- | --------------- | --- | - | -- | - | - | --- | - | - | --- | --- | - | - | - | - |  |  | ----- | ---- |
| 2002 | Bozian Racing e Peugeot Total | Peugeot 206 WRC | Rit | 2 | 11 | 7 | 4 | Rit | 4 | 2 | Rit | Rit | 9 | 2 | 2 | 7 |  |  | 30    | 7º   |

| 2003 | Scuderia               | Vettura         |  |     |     |     |   |   |   |  |     |   |  |  |  |     |  |  | Punti | Pos. |
| ---- | ---------------------- | --------------- |  | --- | --- | --- | - | - | - |  | --- | - |  |  |  | --- |  |  | ----- | ---- |
| 2003 | Marlboro Peugeot Total | Peugeot 206 WRC |  | Rit | Rit | Rit | 4 | 6 | 2 |  | Rit | 7 |  |  |  | Rit |  |  | 18    | 11º  |

| 2004 | Scuderia               | Vettura         |  |  |    |   |    |   |     |   |     |  |   |   |     |  |  |   | Punti | Pos. |
| ---- | ---------------------- | --------------- |  |  | -- | - | -- | - | --- | - | --- |  | - | - | --- |  |  | - | ----- | ---- |
| 2004 | Marlboro Peugeot Total | Peugeot 307 WRC |  |  | 10 | 5 | SQ | 3 | Rit | 5 | Rit |  | 6 | 6 | Rit |  |  | 2 | 28    | 8º   |

| 2005 | Scuderia          | Vettura                  |   |   |   |     |     |   |    |   |   |   |    |   |   |    |    |   | Punti | Pos. |
| ---- | ----------------- | ------------------------ | - | - | - | --- | --- | - | -- | - | - | - | -- | - | - | -- | -- | - | ----- | ---- |
| 2005 | Mitsubishi Motors | Mitsubishi Lancer WRC 05 | 7 | 4 | 5 | Rit | Rit | 7 | 10 | 6 | 5 | 7 | 10 | 4 | 5 | 10 | 10 | 2 | 39    | 7º   |

| 2006 | Scuderia       | Vettura         |  |  |  |  |    |  |    |    |  |  |  |     |    |  |  |   | Punti | Pos. |
| ---- | -------------- | --------------- |  |  |  |  | -- |  | -- | -- |  |  |  | --- | -- |  |  | - | ----- | ---- |
| 2006 | Red Bull Škoda | Škoda Fabia WRC |  |  |  |  | 12 |  | 20 | 12 |  |  |  | Rit | 11 |  |  | 9 | 0     |      |

| Legenda | 1º posto | 2º posto | 3º posto | A punti | Senza punti | Ritirato | Squalificato | NP=Non partito C=Gara cancellata | Apice=Power stage |

### Group N Cup
| 1994 | Scuderia | Vettura                |  |  |  |  |  |  |  |   |  |  |  |  |  |  |  |  | Punti | Pos. |
| ---- | -------- | ---------------------- |  |  |  |  |  |  |  | - |  |  |  |  |  |  |  |  | ----- | ---- |
| 1994 |          | Mitsubishi Galant VR-4 |  |  |  |  |  |  |  | 3 |  |  |  |  |  |  |  |  | 7     | 12º  |

| Legenda | 1º posto | 2º posto | 3º posto | A punti | Senza punti | Ritirato | Squalificato | NP=Non partito C=Gara cancellata | Apice=Power stage |